# Procédures civiles d'exécution en France
Les procédures civiles d'exécution (anciennement appelées voies d'exécution) désignent l'ensemble des procédures légales de droit privé, par lesquelles un créancier peut poursuivre la réalisation forcée d'un de ses droits.  Les procédures civiles d'exécution se distinguent des procédures administratives d'exécution du droit public (avis et opposition à tiers détenteur, procédure de recouvrement direct des amendes...) et des procédures d'exécution spécifiques à la matière pénale. On distingue les mesures conservatoires qui visent à éviter qu'un débiteur dilapide son patrimoine pour échapper à son créancier et les mesures d'exécution forcée proprement dites.

## Sources
Le code des procédures civiles d'exécution est entré en vigueur le 1er juin 2012. 

## Procédures

### Mesures conservatoires
Une mesure conservatoire est une disposition par laquelle un créancier, dans l'attente d'une décision de justice définitive, fait placer un bien du débiteur sous main de justice (c'est-à-dire que le débiteur ne peut plus en disposer librement) afin d'assurer l'efficacité des mesures d'exécution qui seront prises une fois les délais de recours passés ou les recours épuisés.
Ces mesures sont très variées :
- la mise sous séquestre
- la consignation de sommes d'argent
- la désignation d'un administrateur
- la saisie conservatoire de sommes d'argent ou d'objets mobiliers détenues par un tiers (par exemple entre les mains d'une banque ou d'un locataire)
- l'opposition: procédure ayant une nature conservatoire spécifique à trois situations (vente d'un fonds de commerce[1], vente d'un lot de copropriété, partage successoral).
- l'hypothèque provisoire

Lorsque le créancier dispose d'un titre exécutoire, même s'il détient un jugement frappé d'opposition ou d'appel, il peut faire pratiquer une mesure conservatoire sans avoir à solliciter une autorisation du juge. C'est également le cas dans d'autres situations: 
- Existence d'un bail écrit,

- Lettre de change acceptée
- Billet à ordre
- Chèque impayé

À défaut, le créancier devra obtenir une autorisation judiciaire pour pratiquer une mesure conservatoire. Toutefois, il devra ensuite engager une procédure rapidement pour obtenir un titre exécutoire.

### Mesures d'exécution
Les mesures d'exécution forcée comprennent la saisie-vente de meubles corporels, la saisie-attribution de créances, la saisie des droits incorporels, la saisie des rémunérations, la saisie-appréhension, la saisie immobilière, le paiement direct en matière de pension alimentaire et les mesures d'expulsion.